# Cousinia shulabadensis
Cousinia shulabadensis là một loài thực vật có hoa trong họ Cúc. Loài này được Attar & Ghahr. mô tả khoa học đầu tiên năm 2002.